# The Republic of Sarah
The Republic of Sarah es una serie de televisión estadounidense de drama creada por Jeffrey Paul King, que se estrenó en The CW el 14 de junio de 2021. La serie es protagonizada por Stella Baker junto con Luke Mitchell, Megan Follows, Izabella Alvarez, Ian Duff, Hope Lauren, Nia Holloway, Landry Bender y Forrest Goodluck. En septiembre de 2021, The CW canceló la serie tras una temporada.

## Premisa
The Republic of Sarah cuenta la historia de lo que sucede cuando «la bucólica tranquilidad de Greylock (New Hampshire) cambia cuando un filón masivo de coltán - un mineral increíblemente valioso utilizado en tecnología, se descubre debajo de la ciudad. La empresa minera respaldada por el estado Lydon Industries se abalanza con planes para extraer el mineral... planes que incluyen borrar a Greylock del mapa. Con sus amigos y familiares en peligro de perder En sus hogares, la rebelde maestra de secundaria Sarah Cooper promete detener las excavadoras de Lydon. Después de que Sarah y sus amigos ganan la votación, un juez federal está de acuerdo en que Greylock no es, y nunca fue, parte de los Estados Unidos, la ciudad se convierte en una nueva nación. Ahora, Sarah y sus aliados deben enfrentar una tarea aún más abrumadora: construir un país desde cero».

## Elenco

### Principal
- Stella Baker como Sarah Cooper: Una profesora de Historia AP en Greylock (New Hampshire) que salva a su ciudad de los planes de Lydon Industries de extraer minerales allí. Ella siente algo por Grover y aún no ha actuado en consecuencia.
- Luke Mitchell como Danny Cooper: El hermano mayor de Sarah que trabaja en Lydon Industries.
- Hope Lauren como Corinne Dearborn: La mejor amiga de Sarah y exprometida de Danny, con el que tienen un hijo llamado Josh.
- Nia Holloway como Amy «AJ» Johnson: La amiga de Sarah que es fiel a su causa en todo momento. En secreto tiene una aventura con la esposa del alcalde.
- Ian Duff como Grover Sims: Un hombre que trabaja en el restaurante local con un pasado dañado. Tiene sentimientos por Sarah, pero está en conflicto debido a la muerte de su esposa dos años antes.
- Forrest Goodluck como Tyler Easterbrook: Un estudiante atento y dulce de Sarah, que comienza a salir con Bella en el capítulo «Pilot».
- Landry Bender como Bella Whitmore: Una de las estudiantes de Sarah y la hija del ahora exalcalde. Inicialmente una seguidora de reglas, comienza a salir de su caparazón y comienza a ayudar a Sarah a luchar por la independencia, para gran desaprobación de su padre.
- Izabella Alvarez como Maya Jimenez: Una chica que lucha por adaptarse a la vida en una nueva ciudad después de ser enviada a vivir con su padre gay.
- Megan Follows como Ellen Cooper: La madre alcohólica y abusiva de Sarah y Danny, exsenadora estatal de New Hampshire.

### Recurrente
- Xander Berkeley como Paul Cooper: El padre de Sarah y Danny.
- Daniel Di Tomasso como Weston: Un reportero que llega a Greylock para hacer una crónica de la vida y los tiempos de la nueva nación.

## Episodios
| N.º | Título                                | Dirigido por      | Escrito por                          | Fecha de emisión original | Audiencia (millones) |
| --- | ------------------------------------- | ----------------- | ------------------------------------ | ------------------------- | -------------------- |
| 1 | «Pilot»                               | Kat Candler       | Jeffrey Paul King                    | 14 de junio de 2021       | 0,46                 |
| En el pequeño pueblo de Greylock (New Hampshire), que empieza a llamar la atención cuando se descubre el mineral coltán bajo sus tierras. Pronto, la empresa minera Lydon Industries está dispuesta a destruir la pintoresca aldea y las propiedades del pueblo en nombre de la codicia. La tensa profesora de historia del instituto, Sarah Cooper, y sus compañeros del pueblo no están contentos, a pesar de que Lydon les promete construir nuevas casas. Y el conflicto es aún más personal para Sarah, cuyo hermano abogado Danny ha regresado a Greylock después de años de silencio radiofónico para liderar la carga en nombre de Lydon. Cuando el gobernador consigue el dominio eminente sobre la propiedad pública del pueblo, permitiendo que Lydon comience la explotación minera, a Sarah se le ocurre un plan descabellado: El pueblo debe reclamar la independencia, gracias a una laguna cartográfica. A la misión de Sarah se une un trío de estudiantes de secundaria: Maya, trasplantada de Los Ángeles, que ha sido enviada a vivir con su padre gay, el introspectivo forastero Tyler y la hija del alcalde/chica popular Bella. Estos dos últimos hacen buenas migas cuando Tyler lleva a Bella a casa después de que ella deje a su estúpido novio deportista. |                                       |                   |                                      |                           |                      |
| 2 | «Power»                               | Erica Dunton      | Jeffrey Paul King                    | 21 de junio de 2021       | 0,38                 |
| Dos meses después, Sarah sale de la prisión federal cuando su madre paga la fianza, y el Gobernador Taggert de New Hampshire corta la energía de Greylock. Desesperada por recuperar la energía, Sarah intenta hablar con las compañías eléctricas, pero todas se niegan, preocupadas por sus contratos con New Hampshire. Después de que Bella le hable a Sarah de los parques eólicos que planea visitar en el segundo viaje a Montreal, Sarah decide ir a hablar con una compañía eléctrica francesa en Quebec para conseguir energía, con Bella ayudando a traducir. Sin embargo, el precio es demasiado alto, y Sarah se ve obligada a dejar que Lydon Industries perfore en tres parcelas, una de las cuales está justo debajo de la casa de Grover, que construyó él mismo como regalo de bodas para su difunta esposa. Tras aceptar el trato y decírselo a un dolido Grover, la electricidad vuelve a funcionar. Además, cuando el padre de Bella se entera de que ha ayudado a Sarah, le prohíbe ir a Montreal. Tyler se queda con ella y él y Maya crean un cartel para llevarle a Montreal, y Maya se disculpa con Bella por ser fría. Corrinne intenta hablar con Danny, pero descubre que tiene una prometida. Al final del episodio, el Gobernador Taggert encierra a Greylock, construyendo fronteras y no dejando pasar a nadie. |                                       |                   |                                      |                           |                      |
| 3 | «The Lines Between Us»                | Erica Dunton      | Debra Fordham                        | 28 de junio de 2021       | 0,32                 |
| Con las fronteras cerradas, la gente entra en pánico y se apresura a conseguir suministros y alimentos. Sarah intenta hablar con diferentes miembros del consejo, pero es inútil. Ellen descubre que Danny está comprometido y se lo cuenta a Sarah, que se distancia de su hermano. Los adolescentes protestan contra las fronteras, pero son arrestados y detenidos. Son liberados sin cargos cuando Sarah y AJ van a buscarlos. Sarah decide pasar de contrabando suministros básicos para sus ciudadanos a través del agua, y AJ lleva el barco al otro lado, pero acaba en la cárcel de la Concordia cuando se hunde. Grover quema su propia casa esa noche para tener el control de algo por una vez. Poco después, las fronteras se abren temporalmente, y Corrinne lleva a Josh a buscar ayuda médica, debido a su diabetes. Cuando Bella, Tyler y Maya le cuentan a Sarah sobre su pequeña protesta y su respuesta positiva en Internet, Sarah se da cuenta de que esa es la razón por la que el Gobernador Taggert abrió las fronteras temporalmente. En respuesta, organiza una protesta en toda la ciudad, y es arrestada al final de la misma. Todos los cargos son retirados cuando la protesta se vuelve viral, y Sarah es liberada de la prisión. Va a negociar un trato con el gobernador: si éste reabre las fronteras en ambos lados, Sarah dejará que el gobernador se lleve el mérito de la tregua. El gobernador Taggert acepta y deja las fronteras abiertas. En otro lugar, Bella intenta enfrentarse a su padre con el estímulo de Maya, pero no termina bien; su padre decide enviarla a un internado, que se irá la próxima semana. Ellen intenta hablar con Danny, pero él y Piper la dejan fuera. |                                       |                   |                                      |                           |                      |
| 4 | «In Us We Trust»                      | P.J. Pesce        | Katie Wech                           | 5 de julio de 2021        | 0,31                 |
| 5 | «The Criminals It Deserves»           | P.J. Pesce        | Kevin A. Garnett                     | 12 de julio de 2021       | 0,22                 |
| 6 | «A Show of Hands»                     | Megan Follows     | Franki Butler                        | 19 de julio de 2021       | 0,33                 |
| 7 | «Sanctuary»                           | Megan Follows     | Jessica Mena Esteves                 | 26 de julio de 2021       | 0,29                 |
| 8 | «The Perfect Conditions for Disaster» | Yangzom Brauen    | Katie Wech                           | 2 de agosto de 2021       | 0,31                 |
| 9 | «Sons and Daughter»                   | Yangzom Brauen    | Jeffrey Paul King & Debra Fordham    | 9 de agosto de 2021       | 0,32                 |
| 10 | «From Simple Sources»                 | Rachel Raimist    | Anna Mackey                          | 16 de agosto de 2021      | 0,30                 |
| 11 | «Pledge Allegiance»                   | Rachel Raimist    | Franki Butler                        | 23 de agosto de 2021      | 0,32                 |
| 12 | «Two Imposters»                       | Catriona McKenzie | Debra Fordham & Jessica Mena Esteves | 30 de agosto de 2021      | 0,32                 |
| 13 | «The Last Rabbit»                     | The Last Rabbit   | Kevin A. Garnett                     | 6 de septiembre de 2021   | 0,30                 |

## Producción

### Desarrollo
La serie fue originalmente desarrollada por CBS, con la orden de producción del piloto, pero la cadena no continuó con la serie. El 30 de enero de 2020, The CW anunció que retomaría la serie ordenando un nuevo piloto y que el nuevo piloto formaría parte de un elenco completamente nuevo. El 12 de mayo de 2020, The CW ordenó la producción de la serie para una temporada con 13 episodios.

### Casting
En febrero de 2020, se anunció que Stella Baker se unió al elenco principal de la serie interpretando al personaje protagonista. En marzo de 2020, se anunció que Luke Mitchell, Izabella Alvarez, Nia Holloway, Hope Lauren, Landry Bender, Ian Duff y Forrest Goodluck se unieron al elenco principal de la serie. En enero de 2021, se anunció que Xander Berkeley se unió al elenco reurrente de la serie. En marzo de 2021, se anunció que Daniel Di Tomasso se unió al elenco recurrente de la serie.

### Rodaje
La fotografía principal para el piloto de la serie estaba programado originalmente para la primavera de 2020, pero se pospuso debido al impacto de la pandemia por COVID-19 en la televisión.

## Lanzamiento

### Emisión
La serie se estrenó el 14 de junio de 2021, y contará con 13 episodios.

### Distribución
En Canadá, la serie se transmite en Citytv.[cita requerida] En India, la serie fue lanzada en la plataforma de streaming hermana de CBS Studios Voot.

## Recepción

### Respuesta crítica
El sitio web del agregador de reseñas Rotten Tomatoes la serie tiene un índice de aprobación del 33%, basándose en 6 reseñas con una calificación media de 6,0/10. En Metacritic, tiene una puntuación media ponderada de 48 de 100, basada en 4 reseñas, indicando «reseñas mixtas o medias».

### Audiencias
| N.º | Título                                | Fecha de emisión        | ÍA (18–49) | Audiencia (millones) | DVR (18–49) | Audiencia DVR (millones) | Total (18–49) | Audiencia total (millones) |
| --- | ------------------------------------- | ----------------------- | ---------- | -------------------- | ----------- | ------------------------ | ------------- | -------------------------- |
| 1   | «Pilot»                               | 14 de junio de 2021     | 0,1        | 0,46                 | 0,0         | 0,18                     | 0,1           | 0,64                       |
| 2   | «Power»                               | 21 de junio de 2021     | 0,1        | 0,38                 | 0,0         | 0,13                     | 0,1           | 0,51                       |
| 3   | «The Lines Between Us»                | 28 de junio de 2021     | 0,1        | 0,32                 | 0,0         | 0,13                     | 0,1           | 0,45                       |
| 4   | «In Us We Trust»                      | 5 de julio de 2021      | 0,1        | 0,31                 | 0,0         | 0,17                     | 0,1           | 0,48                       |
| 5   | «The Criminals It Deserves»           | 12 de julio de 2021     | 0,0        | 0,22                 | 0,0         | 0,09                     | 0,1           | 0,31                       |
| 6   | «A Show of Hands»                     | 19 de julio de 2021     | 0,1        | 0,33                 | 0,0         | 0,10                     | 0,1           | 0,42                       |
| 7   | «Sanctuary»                           | 26 de julio de 2021     | 0,0        | 0,29                 | 0,0         | 0,13                     | 0,1           | 0,42                       |
| 8   | «The Perfect Conditions for Disaster» | 2 de agosto de 2021     | 0,0        | 0,31                 | 0,0         | 0,11                     | 0,1           | 0,41                       |
| 9   | «Sons and Daughters»                  | 9 de agosto de 2021     | 0,1        | 0,32                 | 0,0         | 0,09                     | 0,1           | 0,42                       |
| 10  | «From Simple Sources»                 | 16 de agosto de 2021    | 0,1        | 0,33                 | 0,0         | 0,17                     | 0,1           | 0,44                       |
| 11  | «Pledge Allegiance»                   | 23 de agosto de 2021    | 0,0        | 0,32                 | —           | —                        | —             | —                          |
| 12  | «Two Imposters»                       | 30 de agosto de 2021    | 0,0        | 0,32                 | —           | —                        | —             | —                          |
| 13  | «The Last Rabbit»                     | 6 de septiembre de 2021 | 0,0        | 0,30                 | —           | —                        | —             | —                          |